# Зосима (мессенджер)
«Зоси́ма» (др.-греч. Ζώσιμος «жизнеспособный, живой») — православный мессенджер, разработанный в 2024 году фондом «Иннотех XXI». Предназначен для обмена сообщениями между верующими, создания тематических каналов и сбора пожертвований. Назван в честь святого Зосимы, игумена Соловецкого.
Выход пробной версии приложения на российских интернет-платформах запланирован на ноябрь 2024 года. Весной 2025 года станет доступным для скачивания в Google Play и на других платформах.

## История
О создании православного мессенджера «Зосима» рассказал в сентябре 2024 года президент фонда «Иннотех XXI» Алексей Агапов. По его словам, приложение представляет собой отечественный аналог WhatsApp, изначально было разработано для общения между верующими в ходе реализации проекта «Спаси и сохрани» по реставрации храмов в Ярославской области. С помощью мессенджера кураторы проекта собирали сведения о церквях и монастырях, нуждающихся в ремонте, привлекали волонтёров, желающих принять участие в восстановлении святынь и пожертвовать на это средства.

## Мнение РПЦ
В марте 2022 года на заседании Высшего Церковного Совета патриарх Кирилл сравнил интернет-пространство с «полем битвы», заявив о необходимости вести здесь активную информационную работу:

…в этом пространстве присутствует очень много дезинформации, прямой лжи, провокационных заявлений, которые способны возбудить негативные чувства людей, препятствуют скорейшему разрешению конфликта [на Украине — прим.] и примирению.

В этом контексте создание мессенджера «Зосима» явилось примером так называемой «суверенизации Рунета». По мнению ректора Российского православного университета св. Иоанна Богослова Александра Щипкова, со стороны православной аудитории давно назрел запрос на «позитивный контент» и, как следствие, на импортозамещение интернет-сервисов:

…российский сегмент почти полностью зависит от зарубежных IT-гигантов. В социальных сетях идёт огромный поток лжи — на наше государство, нашу историю, нашу Церковь. Глобальные элиты устанавливают цензуру на нашей территории. Мы находимся в информационной оккупации.

## Аналоги
В 2017 году был запущен православный мессенджер «Правжизнь Telegram». По данным на сентябрь 2024 года, количество каналов на платформе достигло 360, аудитория составила 132 659 человек, на приложение подписаны 15 365 храмов и монастырей.